# Gare de Puers
La gare de Puers (en néerlandais station Puurs), est une gare ferroviaire belge des lignes 52 de Termonde à Anvers (Y Anvers-Sud) et 54 de Malines (Y Heike) à La Clinge (en néerlandais : De Klinge) (frontière), située sur le territoire de la commune de Puers-Saint-Amand, dans la Province d'Anvers et dessert le village de Puers.
C'est une gare voyageurs de la Société nationale des chemins de fer belges (SNCB) desservie par des trains Omnibus (L), Suburbains (S) et d'Heure de pointe (P).

## Situation ferroviaire
La gare de bifurcation de Puers est située au point kilométrique (PK) 15,3 de la ligne 52 de Termonde à Anvers (Y Anvers-Sud) entre les gares de Oppuers (fermée) et de Ruisbroek-Sauvegarde (ouverte). Depuis la fermeture du tronçon entre Puers et Oppuers, la ligne 52 raccourcie a été renommée « ligne de Puurs à Anvers (Y Anvers-Sud) ».
Elle est également située au PK 13,6 de la ligne 54 de Malines (Y Heike) à La Clinge (en néerlandais : De Klinge) (frontière), entre les gare de Kalfort (Fermée) et de Bornem.

## Histoire
La gare de Puers est mise en service le 28 juillet 1870 par la Société du chemin de fer international de Malines à Terneuzen qui inaugure alors la section de Malines à Bornem. La compagnie sera nationalisée en 1948 et la section de ligne entre Malines et Saint-Nicolas électrifiée en 1985.
Le 22 juillet 1880, les Chemins de fer de l'État belge livrent à l'exploitation la section de Termonde à Puers de la ligne 52, de Termonde à Anvers-Sud. Son prolongement depuis Boom le 8 août 1881 la rend parcourable de bout en bout. La ligne 52 sera toutefois désaffectée en 1980, sauf la section d'Anvers à Boom. Celle de Boom à Puers est finalement remise en service en 1998.

### Chemin de fer à vapeur Termonde - Puers
Le Chemin de fer à vapeur Termonde - Puers a restauré la ligne 52 entre Termonde et les abords de Puers, où il a créé une halte dotée d'un simple quai. Toutefois, entre cette halte et la véritable gare de Puers, les rails sont désaffectés et en partie démontés.

## Service des voyageurs

### Accueil
Gare SNCB, elle dispose d'un bâtiment voyageurs, avec guichet, ouvert tous les jours. Elle est équipée d'automates pour l'achat de titres de transport. Elle dispose d'aménagements, équipement et service pour les personnes à mobilité réduite.

### Desserte
Puurs est desservie par des trains Omnibus (L), Suburbains (S32) et d'heure de pointe (P) de la SNCB, circulant sur les lignes commerciales 52 et 54 (voir brochures SNCB).

#### Semaine
La gare de Puurs est desservie par trois relations cadencées à l'heure :
- des trains L de Saint-Nicolas à Louvain via Malines ;
- des trains S32 de Rosendael à Puurs via Essen, Anvers-Central et Boom ;
- des trains S32 d'Essen à Puurs.

Aux heures de pointe, plusieurs trains supplémentaires (P) complètent la desserte de la ligne 54 :
- le matin, un train aller-retour Saint-Nicolas - Malines et un train Saint-Nicolas - Louvain ;
- l'après-midi, un train Saint-Nicolas - Malines, deux Malines - Saint-Nicolas et un Saint-Nicolas - Louvain.

#### Week-ends et fériés
La desserte est plus restreinte et consiste en une relation L Malines - Saint-Nicolas et une relation S32 Puurs - Rosendael, toutes deux cadencées à l'heure.

### Intermodalité
Un parc pour les vélos (gratuit) et un parking pour les véhicules (gratuit) y sont aménagés.

## Comptage voyageurs
Ce graphique et tableau montre le nombre de voyageurs embarquant en moyenne durant la semaine, le samedi et le dimanche.
| Nombre de passagers qui embarquent à la gare de Puers | Nombre de passagers qui embarquent à la gare de Puers | Nombre de passagers qui embarquent à la gare de Puers | Nombre de passagers qui embarquent à la gare de Puers |
|                                                       | Semaine                                               | Samedi                                                | Dimanche                                              |
| ----------------------------------------------------- | ----------------------------------------------------- | ----------------------------------------------------- | ----------------------------------------------------- |
| 1977                                                  | 1 209                                                 | 66                                                    | 86                                                    |
| 1978                                                  | 1 289                                                 | 78                                                    | 73                                                    |
| 1979                                                  | 1 139                                                 | 103                                                   | 97                                                    |
| 1980                                                  | 680                                                   | 103                                                   | 121                                                   |
| 1981                                                  | 717                                                   | 96                                                    | 119                                                   |
| 1982                                                  | 653                                                   | 88                                                    | 76                                                    |
| 1983                                                  | 453                                                   | 75                                                    | 107                                                   |
| 1984                                                  | 611                                                   | 96                                                    | 64                                                    |
| 1985                                                  | 586                                                   | 154                                                   | 125                                                   |
| 1986                                                  | 595                                                   | 109                                                   | 126                                                   |
| 1987                                                  | 560                                                   | 141                                                   | 119                                                   |
| 1988                                                  | 561                                                   | 137                                                   | 149                                                   |
| 1989                                                  | 583                                                   | 145                                                   | 136                                                   |
| 1990                                                  | 600                                                   | 168                                                   | 151                                                   |
| 1991                                                  | 567                                                   | 169                                                   | 152                                                   |
| 1992                                                  | 533                                                   | 159                                                   | 143                                                   |
| 1993                                                  | 538                                                   | 161                                                   | 172                                                   |
| 1994                                                  | 605                                                   | 173                                                   | 132                                                   |
| 1995                                                  | 612                                                   | 170                                                   | 156                                                   |
| 1996                                                  | 604                                                   | 184                                                   | 202                                                   |
| 1997                                                  | 666                                                   | 201                                                   | 170                                                   |
| 1998                                                  | 1 880                                                 | 243                                                   | 230                                                   |
| 1999                                                  | 1 198                                                 | 220                                                   | 178                                                   |
| 2000                                                  | 1 147                                                 | 179                                                   | 176                                                   |
| 2001                                                  | 1 308                                                 | 195                                                   | 228                                                   |
| 2002                                                  | 1 269                                                 | 184                                                   | 198                                                   |
| 2003                                                  | 1 296                                                 | 236                                                   | 193                                                   |
| 2004                                                  | 1 293                                                 | 218                                                   | 160                                                   |
| 2005                                                  | 1 529                                                 | 404                                                   | 354                                                   |
| 2006                                                  | 1 563                                                 | 305                                                   | 340                                                   |
| 2007                                                  | 1 500                                                 | 188                                                   | 188                                                   |
| 2008                                                  | -                                                     | -                                                     | -                                                     |
| 2009                                                  | 1 157                                                 | 262                                                   | 346                                                   |
| 2010                                                  | -                                                     | -                                                     | -                                                     |
| 2011                                                  | -                                                     | -                                                     | -                                                     |
| 2012                                                  | 1 228                                                 | 718                                                   | 746                                                   |
| 2013                                                  | 1 439                                                 | 559                                                   | 753                                                   |
| 2014                                                  | 1 367                                                 | 436                                                   | 622                                                   |
| 2015                                                  | 1 200                                                 | 246                                                   | 225                                                   |
| 2016                                                  | 1 203                                                 | 265                                                   | 280                                                   |
| 2017                                                  | 1 250                                                 | 263                                                   | 250                                                   |
| 2018                                                  | 1 508                                                 | 613                                                   | 573                                                   |
| 2019                                                  | 1 516                                                 | 534                                                   | 447                                                   |
| 2020                                                  | 1 003                                                 | 484                                                   | 467                                                   |
| 2021                                                  | -                                                     | -                                                     | -                                                     |
| 2022                                                  | 1 527                                                 | 578                                                   | 705                                                   |
| 2023                                                  | 1 489                                                 | 845                                                   | 746                                                   |
| 2024                                                  | 1 638                                                 | 502                                                   | 533                                                   |

## Patrimoine ferroviaire

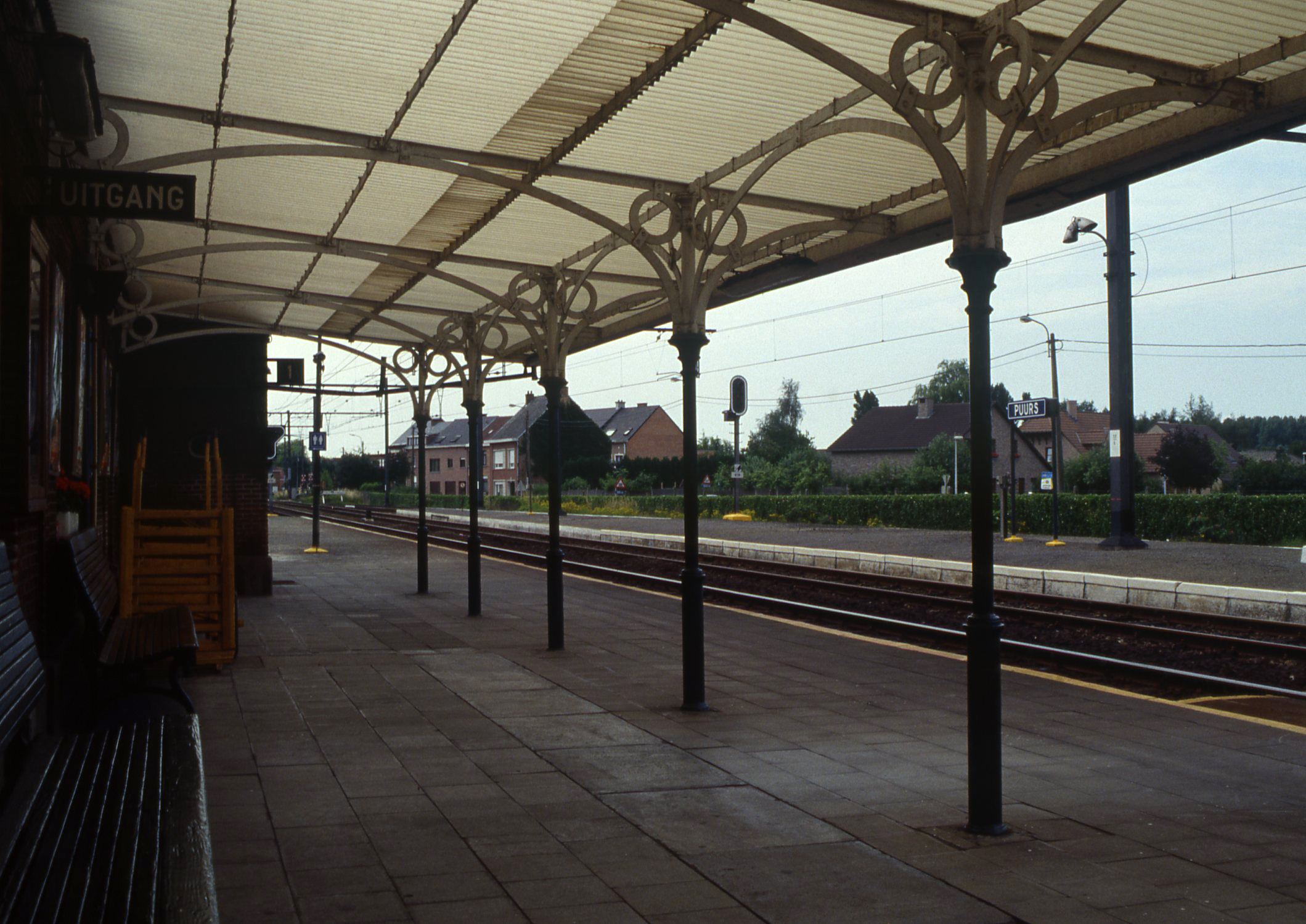
Marquise de quai en 1994
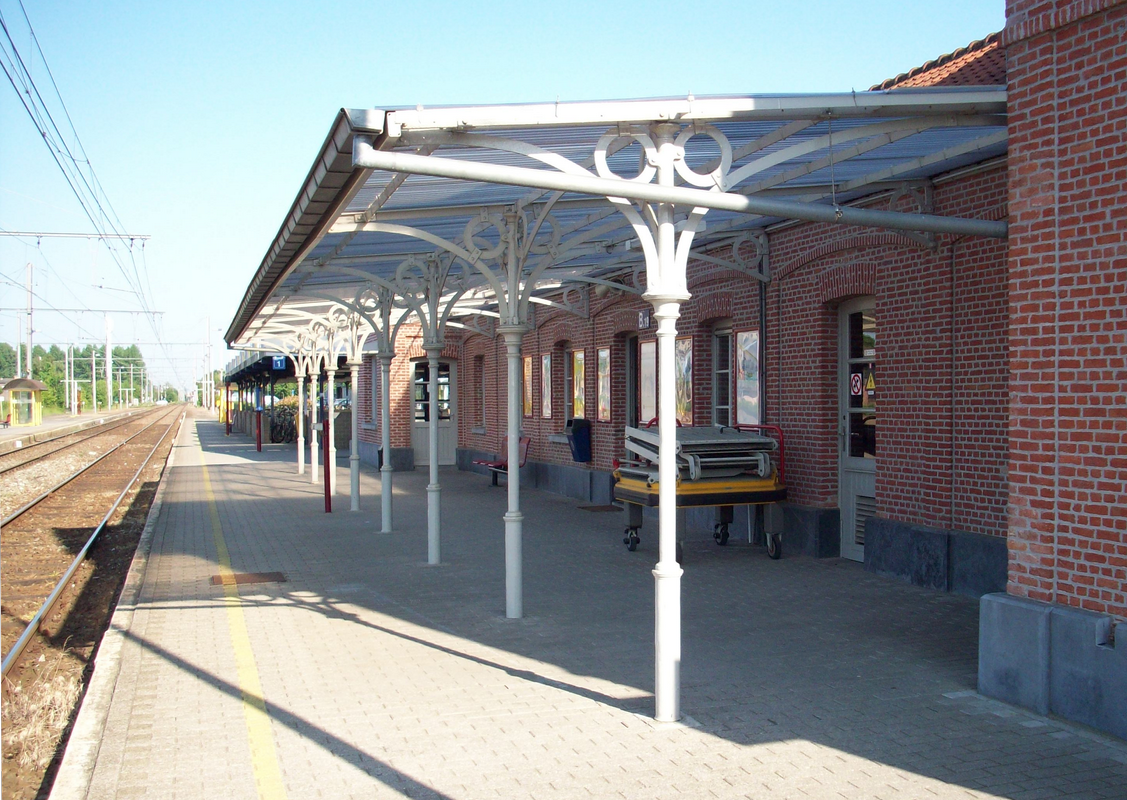
... et en 2010.
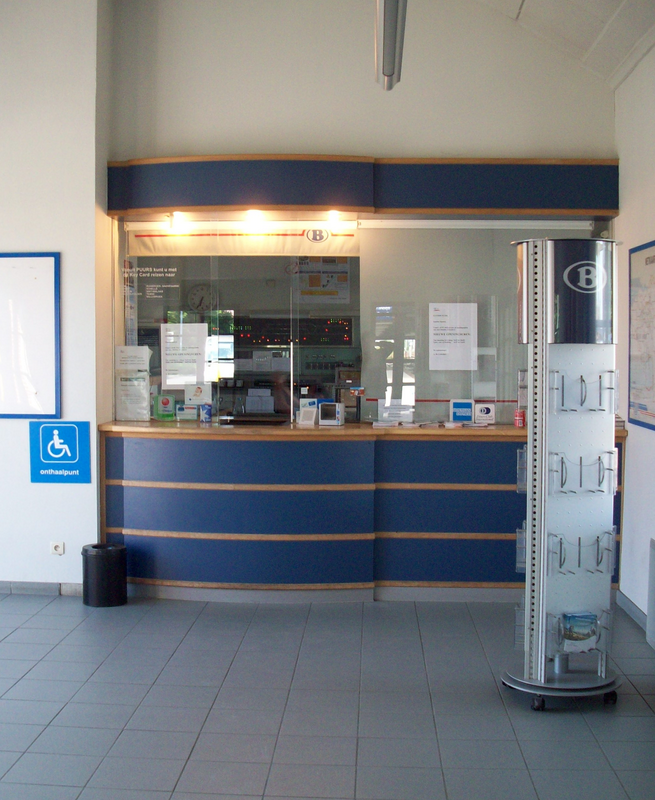
Guichet.
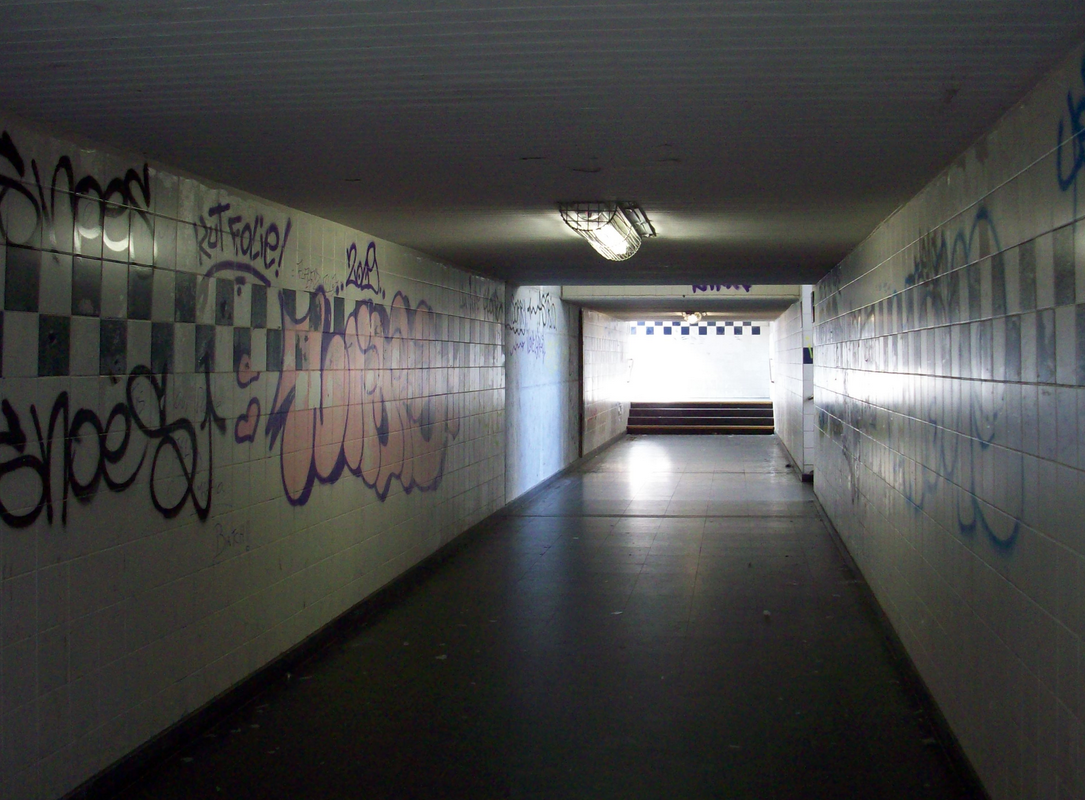
Tunnel sous voies.
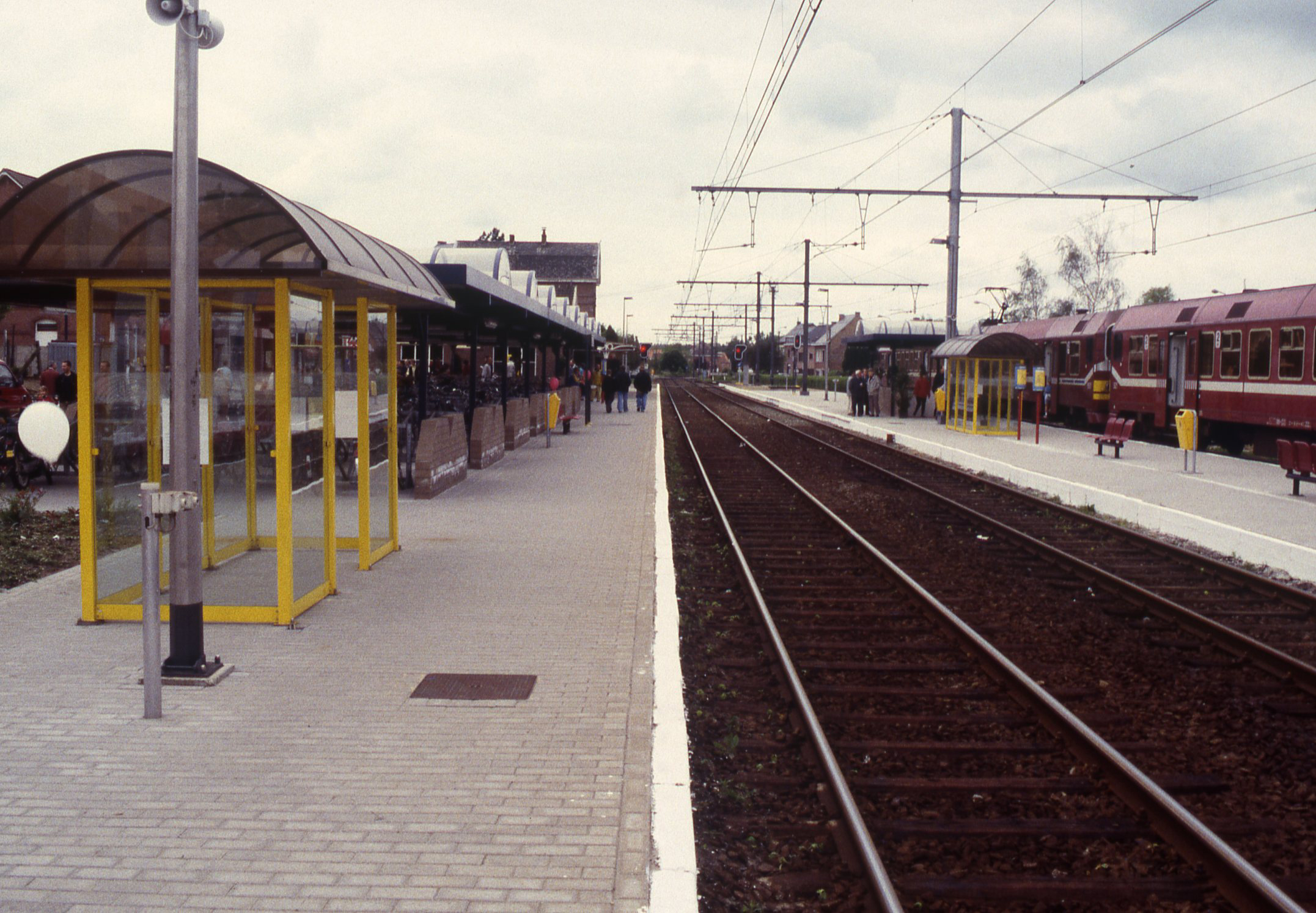
Quais de la gare, en 1998.

Le bâtiment des recettes de la gare de Puers a échappé à la démolition. C'est avec les gares de Bornem, Willebroek, ainsi que la halle à marchandises de la gare de Hulst, l'un des rares bâtiment du Malines-Terneuzen toujours debout.
Construit vers 1870, il correspond au plan-type standard du Malines-Terneuzen pour les gares de moyenne importance. Au cours du temps, il a été agrandi avec une aile à toit plat et l'ajout d'un étage mansardé au corps de logis et une extension en T à l'aile basse.
La gare de Puers a conservé sa marquise de quai en fer forgé.